# Красноярськ-Черемшанка
Черемшанка (IATA: CER, ICAO: UNKM) — регіональний аеропорт міста Красноярськ, Росія. Розташовано за 23 км на північний захід від Красноярська. З 1982 року також є базою з вертолітного загону цивільної оборони, примаючи Мі-6 і Мі-8. Злітно-посадкова смуга розташована за 1600 м від міжнародного аеропорту Ємельяново.

## Приймаємі типи суден
Ан-12, Ан-24, Ан-26, Ан-28, Ан-32, Ан-74, Як-40, Як-42 і легші, гелікоптери всіх типів.

## Історія
У грудні 2011 року аеровокзал в Черемшанці був знищений пожежею, і всі пасажирські рейси (обсяг перевезень — близько 250 осіб на добу) були переведені в міжнародний аеропорт Красноярськ-Ємельяново. Після проведення відновлювальних робіт аеропорт функціонує в колишньому режимі. 14 лютого 2012 року в аеропорту «Черемшанка» були відновлені польоти регулярних пасажирських рейсів; для обслуговування пасажирів відновлено службовий будинок з наданням повного переліку необхідних послуг, таких, як кімната матері і дитини, медпункт, експрес-кафе, камера схову тощо.

## Авіалінії та напрямки[3]
| Авіакомпанія | Пункт призначення                                                   |
| ------------ | ------------------------------------------------------------------- |
| KrasAvia     | Абакан, Барнаул, Братськ, Горно-Алтайськ, Кодинськ, Кизил, Мотигіно |
| Турухан      | Свєтлогорськ                                                        |

## Пасажирообіг
Див. джерело запитів Вікіданих та джерела.